# Jacksonena delicata
Jacksonena delicata é uma espécie de gastrópode  da família Camaenidae.
É endémica da Austrália.